# Бистра (Силистренская область)
Бистра (болг. Бистра) — село в Болгарии. Находится в Силистренской области, входит в общину Алфатар. Население составляет 380 человек.

## Политическая ситуация
В местном кметстве Бистра, в состав которого входит Бистра, должность кмета (старосты) исполняет Ана Йосифова Стоянова (Движение за права и свободы (ДПС)) по результатам выборов.
Кмет (мэр) общины Алфатар — Радка Георгиева Желева (Болгарская социалистическая партия (БСП)) по результатам выборов.